# Walerija Anatoljewna Gerassimowa
Walerija Anatoljewna Gerassimowa (russisch Валерия Анатольевна Герасимова; wiss. Transliteration Valerija Anatol'evna Gerasimova; geboren am 14. Apriljul. / 27. April 1903greg. in Saratow; gestorben am 2. Juni 1970 in Moskau) war eine russisch-sowjetische Schriftstellerin und Literaturkritikerin.

## Leben
In den 1920er Jahren war sie Mitglied der Perewal-Gruppe. Sie studierte bis 1925 an der Pädagogischen Fakultät der Moskauer Universität und war anschließend als Lehrerin und im Komsomol (der Jugendorganisation der KPdSU) tätig. Erzählungen und Novellen von ihr erschienen seit 1923. Während des Zweiten Weltkriegs arbeitete sie für Frontzeitungen. Für das Schwarzbuch bereitete sie zwei kürzere Schilderungen über den Holocaust und die Verbrechen der Wehrmacht in Belarus zum Druck vor: In der Grube und Bericht des Mädchens aus Bialystok. Sie war die erste Ehefrau des sowjetischen Schriftstellers Alexander Fadejew (1901–1956). Ihr späterer Ehemann, der sowjetische Schriftsteller Boris Lewin (1899–1940), starb im Sowjetisch-finnischen Krieg. 